# 1543 год в науке
В 1543 году произошли различные научные и технологические события, некоторые из которых представлены ниже. Также этот год отмечен началом научной революции в Европе.

## События
- Николай Коперник публикует свою гелиоцентрическую систему в книге «О вращениях небесных сфер».
- Андреас Везалий публикует труд «О строении человеческого тела» — первую книгу по анатомии человека, полностью основанную на экспериментальных исследованиях.

## Родились
См. также: Категория:Родившиеся в 1543 году
- 14 декабря — Доменико Фонтана, итальянский архитектор (умер в 1607 году).
- 20 февраля — Шараф-хан Бидлиси, османский историк (умер ок. 1602 года).
- 4 февраля — Джованни Франческо Фара, сардинский историк и писатель (умер в 1591 году).
- 11 февраля — Франческо Пуччи, итальянский философ и писатель (умер в 1597 году).
- Костанцо Варолий, итальянский врач и анатом (умер в 1575 году).
- Бартош Папроцкий, польский историк и геральдист (умер в 1614 году).
- Ян Коцин, чешский историк и писатель (умер в 1610 году).

## Скончались
См. также: Категория:Умершие в 1543 году
- 3 января — Хуан Родригес Кабрильо, испанский мореплаватель, путешественник и конкистадор (род. в 1479 году).
- 24 мая — Николай Коперник, польский астроном и математик (род. в 1473 году).
- 10 ноября — Матфей Аурогалл, чешский лингвист (род. в 1490 году).
- Пьер-Анджело Мандзолли, итальянский врач и писатель (дата рожд. неизвестна).
- Диего де Рохас, испанский путешественник и конкистадор (род. 1500 году).